# Fotodegradazione
La fotodegradazione è un processo di degradazione dei materiali, solitamente organici, per effetto di radiazioni luminose o più in generale di radiazioni elettromagnetiche.

## Meccanismo
Le radiazioni luminose agiscono sulle molecole del materiale tramite l'assorbimento di fotoni, che provoca cambiamenti nella struttura chimica: per esempio le molecole si possono spezzare in parti più piccole (fotodissociazione), oppure ne viene cambiata la forma (ad esempio la denaturazione delle proteine), o infine viene provocata l'aggiunta di altri atomi o molecole (ad esempio l'ossidazione).

## Fotodegradazione dei polimeri

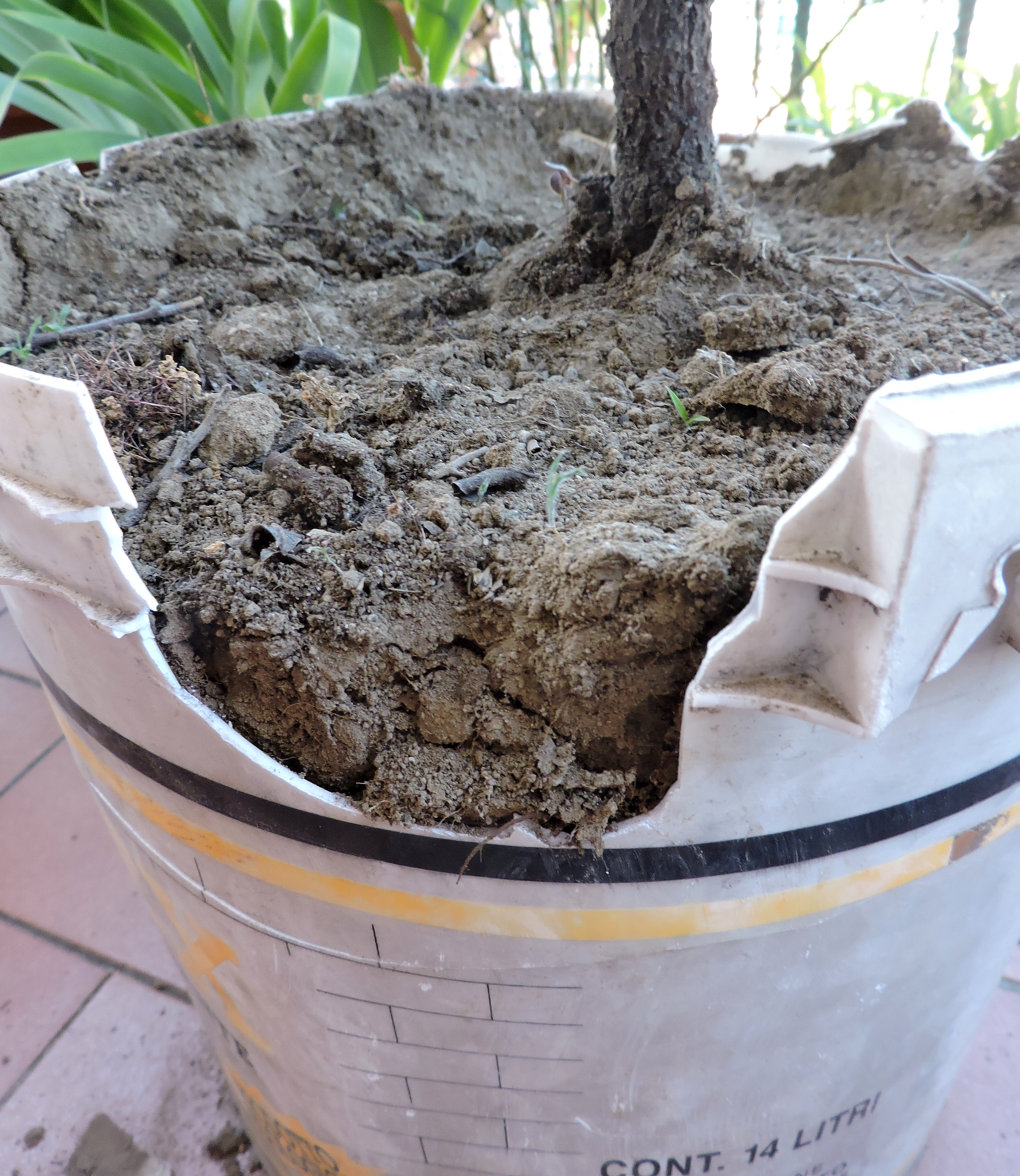
Fotodegradazione di un secchio in plastica usato come vaso da fiori all'aperto per alcuni anni

Nei polimeri la fotodegradazione viene provocata dalle radiazioni ultraviolette (con lunghezza d'onda tra 300 e 400 nm) che attivano, per effetto dei radicali idrogeno, la rottura dei legami C-C e la formazione di idroperossidi, sostanze termolabili che innescano una reazione a catena la quale, unitamente al decadimento delle proprietà meccaniche, porta all'aumento del contenuto di umidità e al conseguente inizio dell'azione batterica.
Nelle termoplastiche di uso comune, la fotodegradazione non raggiunge solitamente velocità tali da poter essere considerata ai fini dello smaltimento del materiale, potendo nel lungo termine risultare solo in un danneggiamento del materiale.